# Фушран (Јура)
Фушран (фр. Foucherans) насеље је и општина у источној Француској у региону Франш-Конте, у департману Јура која припада префектури Доле.
По подацима из 2011. године у општини је живело 1961 становника, а густина насељености је износила 254,68 становника/km². Општина се простире на површини од 7,7 km². Налази се на средњој надморској висини од 215 метара (максималној 278 m, а минималној 203 m).

## Демографија
| 1962. | 1968. | 1975. | 1982. | 1990. | 1999. | 2011. |
| ----- | ----- | ----- | ----- | ----- | ----- | ----- |
| 1.000 | 1.509 | 1.413 | 1.523 | 1.710 | 1.760 | 1.961 |

График промене броја становника у току последњих година